# قضیه وفا–ویتن
در فیزیک نظری، قضیه وفا–ویتن، به افتخار کامران وفا و ادوارد ویتن، قضیه‌ای است که نشان می‌دهد تقارن‌های جهانی بردار مانند (آن‌هایی که آنطور که انتظار می‌رود تحت بازتاب تبدیل می‌شوند) مثل ایزواسپین و عدد باریونی نمی‌توانند تا زمانی که زاویه تتا صفر شود شکسته شوند.